# MEMS

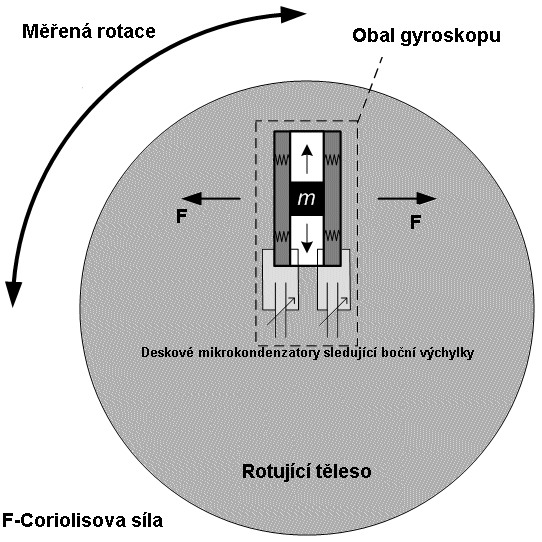
Princip gyroskopu se sensorem typu MEMS

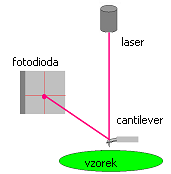
Princip mikroskopie atomárních sil; Cantilever je MEMS komponenta typu "vetknutý nosník"

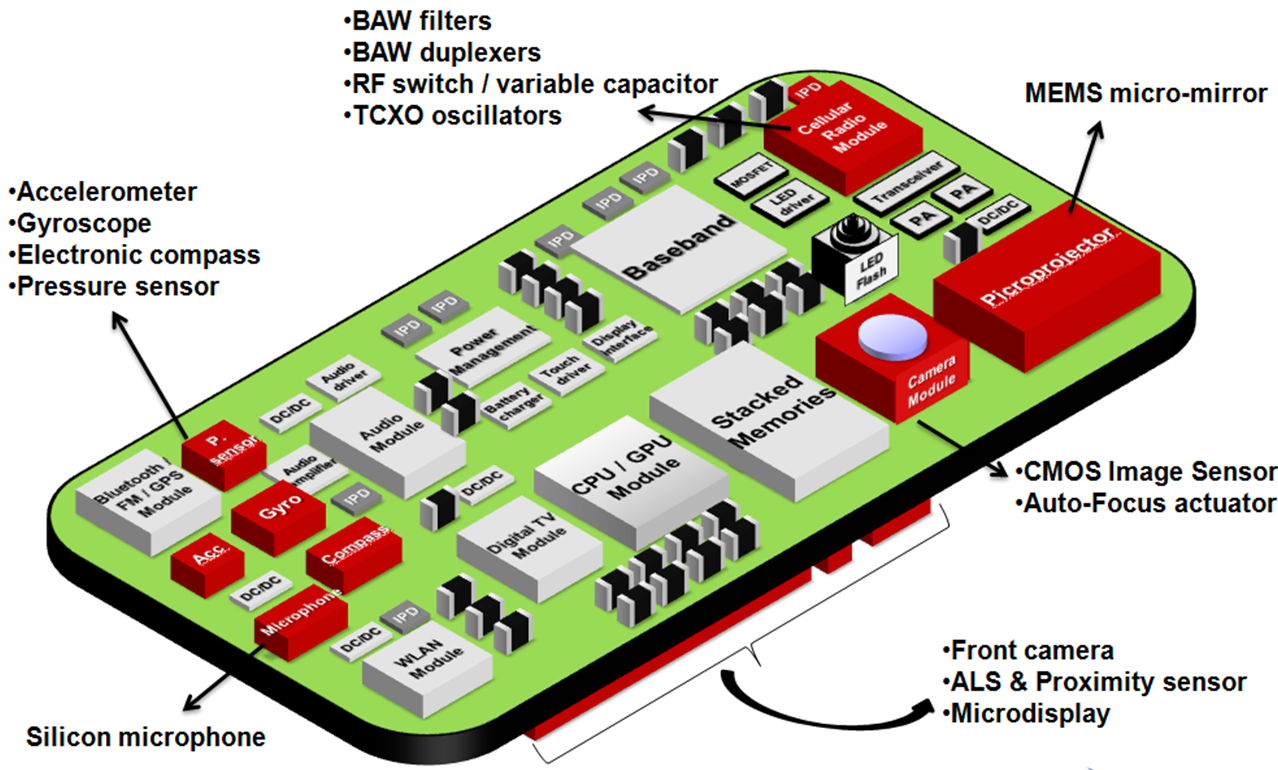
Mobil se sensory typu MEMS: akcelerometr, gyroskop, snímač okolního světla, snímání "blízkosti" hovořícího atp.

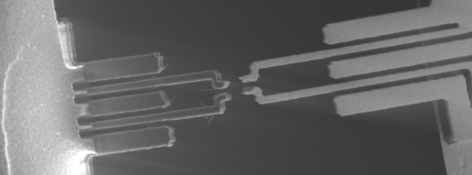
Dvě mikrosvěrky, které se navzájem dotýkají uvnitř sestavy NanoManipulátoru v elektronovém mikroskopu

MEMS a MOEMS jsou anglické zkratky pro Micro Electro Mechanical Systems a Micro Opto Electro Mechanical Systems. Německé zdroje používají pro podobné komponenty název Micro Systeme (Technik). Japonské zdroje používají termín Micro Machines. Mikro Elektro Mechanické systémy - systémy s mikro rozměry, ve kterých jsou čidla, ovladače a/nebo elektrické obvody integrovány na čipu pomocí polovodičových procesů. 
Mikroelektromechanická součástka - součástka s mikro rozměry, ve které jsou integrovány ovladače, čidla, mechanické komponenty a/nebo elektrické obvody. Mikro stroj je miniaturizovaná součástka, jejíž komponenty mají velikost několika milimetrů, nebo mikrosystém, který byl vytvořen integrací takových součástek.
Mikrostrojní technologie jsou technologie, které se vztahují k mikro strojům. Mikro věda a mikro technika (micro-science and engineering) - věda a technika pro mikroskopický svět mikro strojů. Jev měřítka souvisí se změnami v chování objektů nebo vlastností způsobené změnou rozměrů objektů.
Mikro tribologie je tribologie pro mikroskopický svět mikro strojů. Biomimetika je vytváření funkcí, které napodobují pohyby nebo mechanizmy organizmů.
Samoorganizace je organizace systému bez jakékoli vnější manipulace nebo řízení, kde působením kolektivní interakce mezi velkým počtem malých mikroskopických objektů nebo jevů samovolně zaniká nerovnovážná struktura.

## Funkční prvky typu MEMS
Ovladač; akční člen je mechanická součástka, která mění různé typy energií, jako je elektrická energie, chemická energie na pohybovou energii, k provádění mechanické práce. Mikroovladač je ovladač vytvořený pomocí mikrozpracování.
Ovladač buzený světlem je ovladač, který používá světlo jako řídicí signál nebo jako zdroj energie. Piezoelektrický ovladač - ovladač, který používá piezoelektrický materiál. Slitinový ovladač s tvarovou pamětí (shape memory alloy actuator) - ovladač, který používá slitinu s tvarovou pamětí.
Elektrostatický ovladač - ovladač, který používá elektrostatickou sílu. Hřebenový budicí ovladač (comb drive actuator) - elektrostatický ovladač, který sestává ze sady rovnoběžných prstů, s pevnou polohou, svázaných a prokládaných druhou sadou pohyblivých prstů. Výkyvný motor (wobble motor) - elektrostatický motor s proměnnou mezerou, který bez klouzání vytváří rolující pohyb rotoru na excentrickém statoru. Mikrosenzor (microsensor) - součástka vytvořená mikrozpracováním, která je používána pro měření fyzikálních nebo chemických veličin.
Biosenzor (biosensor) - senzor, který používá v součástce organické látky, které jsou určeny pro měření subsystému příslušného organizmu nebo k napodobování organizmu.
Integrovaná mikrosonda (integrated microprobe) - sonda z jednoho kusu, která kombinuje mikrosondu a obvod pro zpracování signálu.
Měřič zrychlení (accelerometer) - převodník, který mění vstupní zrychlení na výstupní veličinu (obvykle elektrickou), která je úměrná vstupnímu zrychlení.
Mikrogyroskop (microgyroscope) - mikroskopický senzor pro měření úhlové rychlosti.
Mikrozrcadlo (micromirror) - reflexní zrcadlo s mikrorozměry, které může být ovládáno pro řízení úhlu odrazu.
Skenovací zrcadlo (scanning mirror) - zrcadlo, které rastruje světelným svazkem.
Optický spínač (optical switch) - optický prvek pro spínání optických signálů bez konverze na elektrické signály.
Mikrosvěrka (microgripper) - mechanická součástka, která může uchopit mikroskopický předmět.
Mikročerpadlo (micropump) - mechanická součástka, která stlačuje malé množství kapaliny a provádí tedy její transport.
Mikroventil (microvalve) - mechanická součástka, která řídí průtok kapaliny mikroskopickým kanálem.
Integrovaná řídicí jednotka průtoku hmoty (integrated mass flow controller) - součástka pro řízení průtoku plynu, která integruje mikroventil s průtokoměrem vyrobeným pomocí mikrozpracování na substrátu.
Mikropalivová buňka (micro fuel cell) - součástka zhotovená mikrozpracováním, která přeměňuje chemickou energii paliva přímo na elektřinu pomocí elektrochemického procesu.

## Technologie mikrozpracování pro výrobu MEMS
Křemíkový proces (silicon process) - velmi přesné technologie pro zpracování křemíku.
Technologie tlustých vrstev (thick film technology) - technologie, která na substrátu vytváří tlusté vrstvy.
Technologie tenkých vrstev (thin film technology) - technologie, která na substrátu vytváří tenké vrstvy.
Objemové mikrozpracování (bulk micromachining) - proces mikrozpracování, který odstraňuje část vlastního substrátu.
Povrchové mikroopracování (surface micromachining) - proces mikroopracování, který na povrchu substrátu tvaruje různé látky do různých tvarů.
Fotolitografie (photolithography) - technika, která pomocí světla přenáší jemný obrazec na substrát.
Fotomatrice (photomask) - částečně transparentní vrstva nebo skleněná deska, která se používá pro přenos transparentního obrazce pomocí optické projekce.
Fotorezist (photoresist) - fotocitlivý materiál použitý pro fotolitografii.
Litografie elektronovým svazkem (electron beam lithography) - technika, která generuje jemný obrazec na substrát pomocí elektronového svazku.
Křemík na izolantu, SOI (silicon-on-insulator) - struktura složená z izolantu a tenké vrstvy křemíku na izolantu.
Rentgenová litografie (X-ray lithography) - technika, která přenáší jemný obrazec na substrát pomocí rentgenového záření.
Zpracování svazkem (beam processing) - proces zpracování používající svazky s vysokou hustotou energie.
Naprašování; rozprašování (sputtering) - vyrážení atomů z povrchu terče bombardováním ionty s velkou kinetickou energií a jejich následným nanášením tenké vrstvy na základní materiál.
Proces leptání (etching process) - proces odstranění materiálu pomocí chemické koroze.
Mokré leptání (wet etching) - proces leptání v kapalné fázi pomocí reaktivního chemického roztoku.
Suché leptání (dry etching) - proces leptání v parách pomocí fyzikální a/nebo chemické reakce reaktivního plynu nebo reaktivního plazmatu.
Leptací bariéra (etch stop) - vrstva, která je odolná pro leptadlo a zastavuje nadměrné leptání.
Reaktivní iontové leptání, RIE (reactive ion etching) - technika, která kombinuje leptání v korozním plynu a rozprašování ionty.
Induktivně vázané plazma, ICP (inductively coupled plasma) - velmi husté plazma generované induktivní vazbou.
Vakuové napařování; nanášení z par (vapour deposition) - technologie, která nanáší látky z páry na pevný povrch.
Proces fyzikálního nanášení z par, PVD (physical vapour deposition process) - proces výroby tenkých vrstev zejména použitím fyzikálního napařování.
Galvanoplastika; elektrotváření (electroforming) - výroba, reprodukce předmětů elektrolytickým pokovováním na vřeteno, kopírovací šablonu nebo matrici, která je potom oddělena od nanesené vrstvy.
Mikroelektrojiskrové obrábění (micro-electrodischarge machining) - proces mikroobrábění používající výboj mezi mikroelektrodami a materiálem.
Proces vytlačování za horka (hot embossing process) - proces, kde profil raznice je přenášen na podložku tlakem proti substrátu, který je změkčen ohřevem.
Mikroodlévání; mikrolisování (micromoulding) - proces vytváření požadovaného tvaru mikroskopických komponent nalitím zkapalněného materiálu do formy.

## Technologie spojování a montáže MEMS
Adhezní spojování (adhesive bonding) - technika, která spojuje dva materiály pomocí polymerních materiálů jako adheziva.
Anodické spojování (anodic bonding) - technika spojování skleněného substrátu, který obsahuje pohyblivé ionty a substrátu z křemíku, kovu atd.; substráty jsou změkčeny pomocí tepla a připojeny pomocí elektrostatického přitahování elektrické dvojvrstvy vytvořené přiložením vysokého napětí napříč substrátu, přičemž křemíková strana je anodou.
Difuzní spojování (diffusion bonding) - technika spojování ohřevem pod bod tavení a stlačením pro dosažení pevnofázové adheze vzájemnou difuzí atomů.
Spojování křemíku přetavením (silicon fusion bonding) - technika spojování hydrofilizovaných substrátů vytvořených na křemíku, oxidovaném křemíku atd. pomocí primární vodíkové vazby mezi povrchy a po vyžíhání při vysoké teplotě spojení Si-O-Si.
Mikromanipulátor (micromanipulator) - mechanizmus pro manipulaci s mikroskopickými objekty, jako jsou geny, buňky, mikrokomponenty a mikronástroje.
Bezkontaktní manipulace (non-contact handling) - uchopení a pohybování objekty bez kontaktu.

## Techniky hodnocení využívající MEMS
Mikroskop s řádkovací sondou, SPM (scanning probe microscope) - mikroskop, který používá sondu s hrotem v atomárním měřítku; pro získání obrazu se provádí rozmítání v rastrovém obrazci blízkém vzorku a měří se fyzikální veličiny mezi sondou a povrchem vzorku.
Mikroskop atomární síly, AFM (atomic force microscope) - mikroskop, který měří mikroskopickou geometrii pomocí sledování posunutí špičky hrotu způsobené atomární silou mezi hrotem sondy (microcantilever) a vzorkem při rozmítání špičky hrotu v rastrovém obrazci.
Řádkovací tunelový mikroskop, STM (scanning tunnelling microscope) - mikroskop, který měří mikroskopickou geometrii udržováním tunelového proudu mezi sondou a konstantním vzorkem při rozmítání sondy v rastrovém obrazci.
Mikroskop v blízkém poli (near-field microscope) - mikroskop, který měří intenzitu elektromagnetického nebo ultrazvukového záření malým otvorem umistěným bezprostředně nad povrchem vzorku, při rastrovém snímání v tomto otvoru, pro získání obrazů s vysokým rozlišením.
Poměr výška/šířka (aspect ratio) - poměr vertikálního rozměru (výšky) k horizontálnímu rozměru (šířky) třírozměrné struktury, používaný jako index pro relativní tloušťku struktury.
Poměr výkon/hmotnost (power-to-weight ratio) - poměr výstupního výkonu k hmotnosti ovladače.

## Další aplikace MEMS
Bio-MEMS (bio-MEMS) - aplikace technologie MEMS v oblasti biologie a/nebo v biomedicínských vědách; Bio-MEMS je zkratka pro „biomedicínské MEMS“.
RF MEMS - aplikace technologie MEMS v oblasti bezdrátové komunikace, používající radiofrekvenční (vysokofrekvenční) pásma; RF MEMS je zkratka pro „radiofrekvenční MEMS“.
MOEMS - aplikace technologie MEMS v oblasti optiky; MOEMS je zkratka pro „mikro-opticko-elektromechanické systémy“.
Laboratoř na čipu (lab-on-a-chip) - systém pro chemický, biochemický nebo biotechnologický proces, který je instalován na mikročipu.
Mikro TAS (Micro Total Analysys Systems) - miniaturizované integrované systémy pro chemickou, biochemickou nebo biotechnologickou analýzu;
Mikroskopická chirurgie; mikrochirurgie (microscopic surgery; microsurgery) - chirurgická operace prováděná v pohledu mikroskopu.
Aktivní katétr; aktivní cévka (active catheter) - katétr, který může dosáhnout místo určení pomocí volného ohybu s namontovaným mikroovladačem, podle odezvy na přijaté vnější řídicí signály.
Vláknový endoskop (fibre endoscope) - nástroj, který přenáší obraz pomocí svazku optických vláken použitých uvnitř pozorovaného těla; toto pozorování je nemožné provádět přímo z vnějšku.
Chytrá pilulka (smart pill) - robot, který provádí měření a dodávání léku dovnitř těla.
Bio chip - součástka, která sestává z miniaturizovaných zkušebních částí uspořádaných na tuhém substrátu, která připouští provedení různých krátkodobých biologických reakcí.
Manipulace s buňkou (cell handling) - manipulace s buňkami nebo působení na buňky.
Spojení buněk (cell fusion) - spojování dvou sousedních buněk do jedné buňky, zmizením přepážky (septum) mezi nimi.
Řetězová reakce polymerázy (polymerase chain reaction) - <mikroelektromechanické součástky> proces zesílení syntézy velkého množství identických replik fragmentu DNA.